# دیمیتروفگراد، روسیه
شهر دیمیتروفگراد، روسیه (به روسی: Димитровград) در کشور روسیه و در اوبلاست اولیانوفسک واقع شده‌است.